# Куга озерна
Куга озерна (Schoenoplectus lacustris) — вид рослин з родини осокових (Cyperaceae); поширений в Африці та Євразії.

## Опис
Багаторічна, трав'яниста рослина 100—250(400) см. Кореневища товсті, горизонтально повзучі. Стебло до 2–3 см шириною, темно-зелений. Листки в основному зводяться до піхви, голі; базальна піхва коричнева; апікальні 2 піхви з листовими пластинами; листова пластинка від шилоподібної до лінійної, 1–10 см. Покривні (колоскові) луски коричневі, гладенькі. Колоски 8–12 мм довжиною, бурі. Суцвіття волотисте, рилець 3. Горішок близько 3 мм завдовжки, 3-гранний, з довгим носиком. 2n = 38, 42, 80..

## Поширення
Поширений в Африці та Євразії.
В Україні зростає на берегах водойм, у воді — на всій території звичайний.

## Галерея

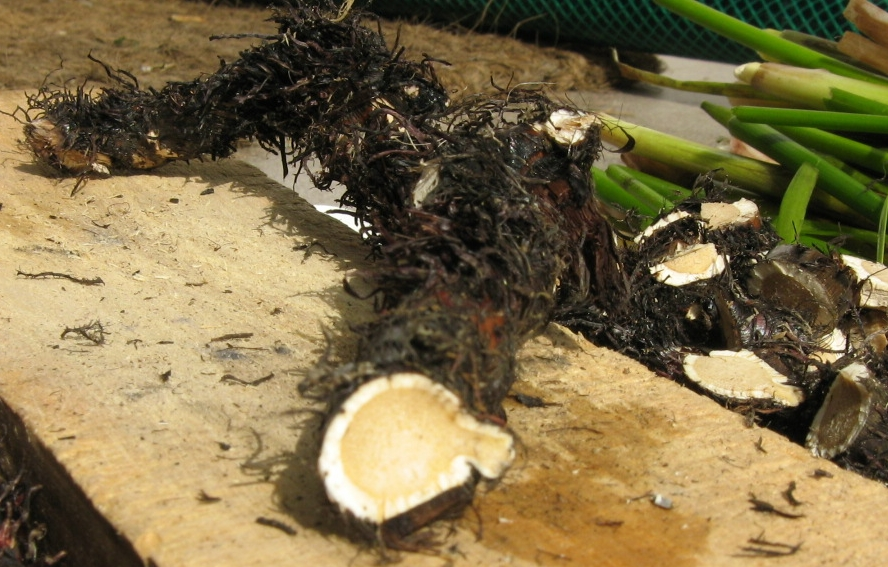
обрубане кореневище
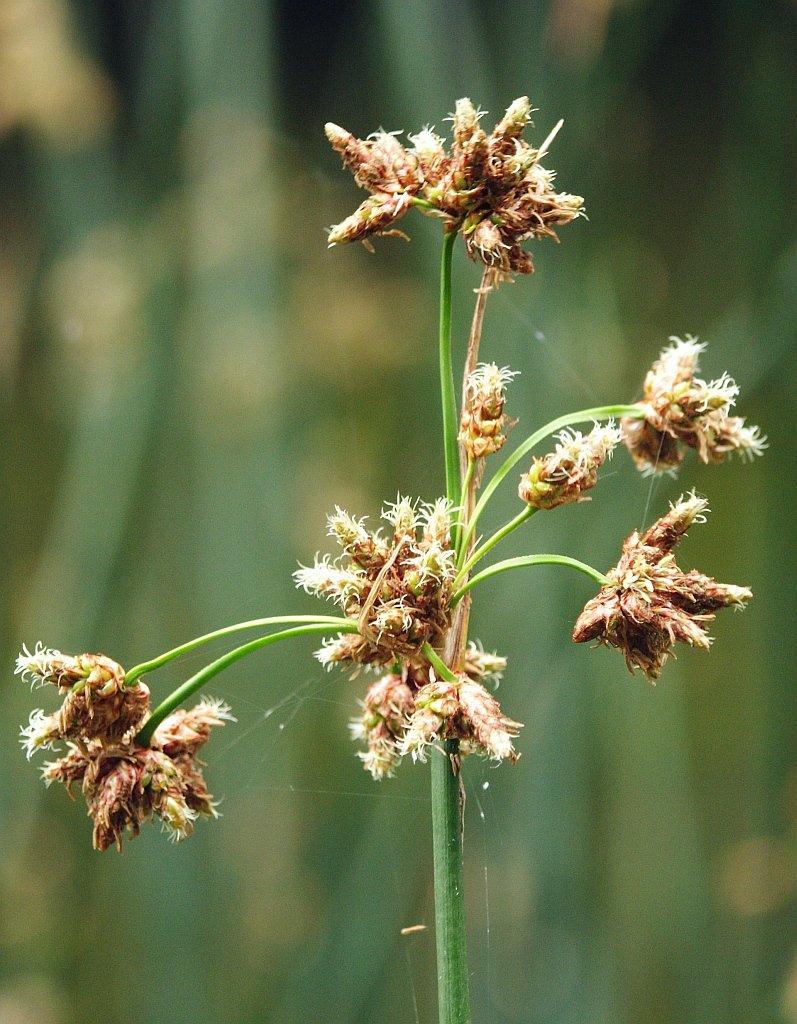
суцвіття
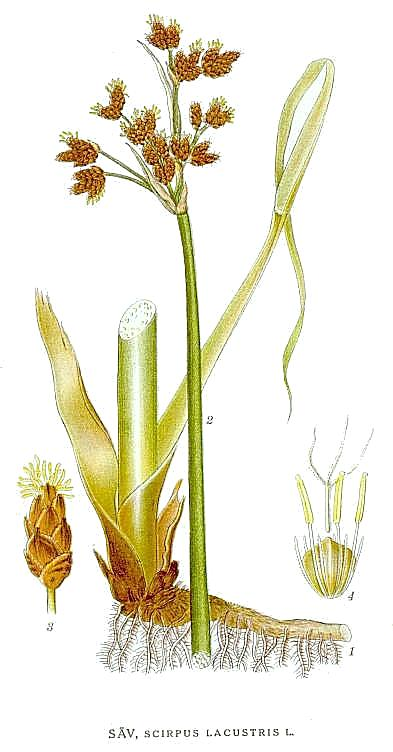
ілюстрація